# Xavier Moon
Xavier Moon, né le 2 janvier 1995 à Goodwater en Alabama, est un joueur américain de basket-ball. Il mesure 1,83 m.
Meneur de jeu des Stingers d'Edmonton en LECB avec lesquels il remporte deux titres de champion en 2020 et 2021, il est désigné joueur de l'année de LECB à trois reprises entre 2019 et 2021 et MVP des finales en 2020 et 2021.

## Biographie

### Saison rookie mitigée (2017-2018)
Non drafté à sa sortie de l'université, Xavier Moon commence sa carrière en France à l'ALM Évreux Basket en Pro B. Cependant l'aventure tourne court et les deux parties se séparent en janvier 2018. Il rebondit quelques semaines plus tard dans la ligue mineure américaine nouvellement créée la North American Premier Basketball League en signant aux Patroons d'Albany. Il y retrouve son oncle, l'ancien joueur NBA, Jamario Moon. Atteignant la finale des playoffs, il termine cette première saison en demi teinte en étant tout de même désigné rookie de l'année.

### Valeur sûre au Canada (2018-2020)
En 2018, Xavier Moon rejoint la Ligue nationale de basketball du Canada (NBL) et la franchise du Lightning de London. Il complète son expérience canadienne en participant avec les Stingers d'Edmonton à la Ligue élite canadienne de basketball (LECB), une ligue d'été inaugurée en 2019. Mis à l'essai en octobre 2019 par les Raptors 905 en G-League, il n'est finalement pas conservé par la franchise canadienne. Il retourne à London en NBL puis à Edmonton en LECB où il est distingué du titre de MVP de la saison. En deux saisons, il s'impose comme une valeur sûre de ces deux championnats et termine même l'exercice 2020 avec un titre de champion LECB et un deuxième titre consécutif de MVP en LECB.

### Retour en Europe et nouveau titre en LECB (2020)
En juin 2020, dans le contexte de pandémie de Covid-19, il s'engage en Pologne avec le Wilki Morskie Szczecin (en). Moon ne pose finalement pas ses valises à Szczecin et signe en deuxième division israélienne au Maccabi Hod HaSharon (en). Le 17 novembre 2020, pour son premier match en Israël, il marque 21 points, délivre 6 passes et prend 3 rebonds lors de la victoire de son équipe face au Maccabi Ashdod (70-74). Début février, il est annoncé de retour aux Stingers d'Edmonton pour l'édition 2021 de la LECB. Il choisit le numéro 4 en hommage à Dorian Pinson, joueur des River Lions de Niagara, décédé subitement le 20 avril 2021 à l'âge de 24 ans. 
Le 2 juillet, à l'occasion de la victoire des Stingers face aux River Lions (82-75), Xavier Moon établit un nouveau record de points sur un match de LECB en marquant 38 points dont 21 en un seul quart-temps. Le 27 juillet, il améliore son propre record en marquant 39 points face aux Bandits de la Vallée du Fraser.
À l'issue de la saison 2021 de LECBL, il conserve son titre de joueur de l'année et de MVP des finales et conduit les Stingers à un deuxième titre consécutif.

### Expérience en NBA via la G-League (2021-2024)
Le 3 août, Xavier Moon annonce sa signature au Cestistica San Severo (it) en deuxième division italienne pour la saison 2021-2022. Il n'honore finalement pas son contrat pour rejoindre la G-League et les Clippers d'Agua Caliente en octobre.
Fin décembre 2021, il signe un contrat de 10 jours en faveur des Clippers de Los Angeles. Le 27 décembre, Xavier Moon fait ses débuts en NBA face aux Nets de Brooklyn. Dans la défaite 124-108 de son équipe, Moon marque 2 points en 12 minutes de jeu. Le 4 janvier 2022, il signe un nouveau contrat de dix jours avec la franchise californienne. Moon demeure en NBA finalement jusqu'au 23 janvier et un dernier contrat de dix jours avec les Clippers. En un peu moins d'un mois, il prend part à 6 rencontres pour 5,5 points de moyenne, 1,5 rebonds, 1,7 passes en 13,9 minutes de jeu. Il retrouve par la suite la G-League et les Clippers d'Agua Caliente.
Le 26 mars 2022, Moon se voit offrir un two-way contract par les Clippers. Il retrouve les parquets de NBA le 1er avril à Milwaukee lors de la victoire de Los Angeles face aux Bucks (153-119). En 19 minutes de jeu, il marque 7 points à 3 sur 5 aux tirs, prend 2 rebonds et délivre 4 passes décisives.
À l'été 2022, il participe à la NBA Summer League sous le maillot des Clippers. Moon retrouve la franchise californienne pour le camp d'entrainement de la saison NBA 2022-2023 mais n'est finalement pas conservé dans l'effectif pour le début de la saison régulière. Il fait alors son retour en G-League avec la franchise affiliée des Clippers d'Ontario.
Fin décembre 2022, il remporte la Winter Showcase Cup, le tournoi de mi-saison de G-League en inscrivant le tir de la victoire au buzzer contre les Bulls de Windy City (95-93). Il termine la rencontre avec 17 points.
Début mars 2023, il signe de nouveau un contrat two-way avec les Clippers de Los Angeles. Il prend alors part à quatre rencontres NBA en fin de saison 2022-2023 pour seulement 1,8 points de moyenne en un peu moins de 5 minutes de jeu.
À l'été 2023, il prend part de nouveau à la NBA Summer League avec les Clippers puis signe fin septembre 2023 un contrat Exhibit 10 pour la pré-saison NBA. Le trade amenant James Harden aux Clippers lui permet de compléter l'effectif de la franchise californienne à la faveur d'un nouveau contrat two-way.

### Expérience en VTB United League (depuis 2024)
Après de multiples contrats au sein des Clippers, Xavier Moon quitte la NBA pour rejoindre la Russie et le Zénith Saint-Pétersbourg le 2 août 2024.

## Sélection nationale
Le 16 février 2023, dans le cadre des qualifications pour la coupe du monde 2023, il est convoqué par l'équipe des États-Unis. Il honore sa première sélection le 24 février face à l'Uruguay à Montevideo. Dans la victoire des États-Unis (88-77), il marque 17 points et délivre 6 passes. Quelques jours plus tard, le 27 février, malgré ses 8 points, il ne peut éviter la défaite de son équipe face au Brésil à Santa Cruz do Sul, 83 à 76.

## Clubs successifs

### Parcours universitaire
- 2013-2015 :  Raiders de Northwest Florida State (NJCAA)
- 2015-2017 :  Eagles de Morehead State (NCAA I)

### Parcours professionnel
- 2017-2018 : 
  -  ALM Évreux Basket (Pro B)
  -  Patroons d'Albany (NAPB)
- 2018-2019 :  Lightning de London (LNB)
- 2019 :  Stingers d'Edmonton (LECB)
- 2019-2020 :  Lightning de London (LNB)
- 2020 :  Stingers d'Edmonton (LECB)
- 2020-2021 :  Maccabi Hod Hasharon (Liga Leumit)
- 2021 :  Stingers d'Edmonton (LECB)
- 2021-2022 :  Clippers d'Agua Caliente (G-League)
- 2021-2022 puis 2023 :  Clippers de Los Angeles (NBA)
- 2022-2024 :  Clippers d'Ontario (G-League)
- Depuis 2024 :  Zénith Saint-Pétersbourg (VTB United League)

## Palmarès
- Finaliste de la VTB United League 2025 avec le Zenith Saint-Petersbourg
- Finaliste du Championnat de Russie 2025 avec le Zenith Saint-Petersbourg
- Vainqueur de la Coupe Kondrashin-Belov 2024 avec le Zenith Saint-Petersbourg
- Vainqueur de la Winter Showcase Cup de G-League 2022 avec les Clippers d'Ontario
- Champion LECB 2020 et 2021 avec les Stingers d'Edmonton
- Finaliste des playoffs NAPB 2018 avec les Patroons d'Albany
- Champion NJCAA 2015 avec les Raiders de Northwest Florida State

## Distinctions
- MVP du mois de novembre de la VTB United League 2024
- All-NBA G-League Third Team 2023
- MVP des finales LECB 2020, 2021
- All-CEBL Fisrt Team 2020, 2021
- ALL-NBL First Team 2020
- Joueur de l'année LECB 2019, 2020, 2021
- NAPB Rookie of The Year 2018
- All-OVC First Team 2017